# خوسيه فرنانديز
خوسيه فرنانديز (بالإسبانية: José Fernández Santini) (مواليد 14 فبراير 1939) هو لاعب كرة قدم. يلعب مع منتخب بيرو لكرة القدم. سبق له أن لعب في كأس العالم لكرة القدم مع منتخب بلاده.

## روابط خارجية
- خوسيه فرنانديز على موقع الاتحاد الدولي (مؤرشف)  (الإنجليزية)
- خوسيه فرنانديز على موقع قاعدة بيانات كرة القدم.إي يو (الإنجليزية)
- خوسيه فرنانديز على موقع ناشيونال فوتبول تيمز (الإنجليزية)
- خوسيه فرنانديز على موقع Soccerway.com (الإنجليزية)
- خوسيه فرنانديز على موقع عالم كرة القدم.نت (الإنجليزية)